# Communauté de communes du Pays Sedanais
Die Communauté de communes du Pays Sedanais ist ein ehemaliger französischer Gemeindeverband (Communauté de communes) im Département Ardennes und der Region Champagne-Ardenne. Er wurde am 13. November 2000 gegründet. Mit Wirkung vom 1. Januar 2014 fusionierte der Gemeindeverband mit anderen Gebietskörperschaften und bildete damit die neue Ardenne Métropole.

## Ehemalige Mitgliedsgemeinden
1. Balan
2. Bosseval-et-Briancourt
3. Daigny
4. Donchery
5. Fleigneux
6. Floing
7. Francheval
8. Givonne
9. Glaire
10. Illy
11. La Chapelle
12. La Moncelle
13. Noyers-Pont-Maugis
14. Pouru-aux-Bois
15. Pouru-Saint-Remy
16. Rubécourt-et-Lamécourt
17. Saint-Menges
18. Sedan
19. Thelonne
20. Villers-Cernay
21. Vivier-au-Court
22. Vrigne-aux-Bois
23. Wadelincourt